# Freedom (giornale)
Freedom (libertà in inglese) è stato un periodico anarchico pubblicato ogni due settimane dalla Freedom Press, a Londra.
Il periodico fu fondato nel 1886 da parte di alcuni volontari, tra cui Kropotkin e Charlotte Wilson e continuò la sua attività fino al 2014. Originariamente, il sottotitolo era Un giornale dell'anarco-socialismo, che nel giugno del 1889 fu cambiato con Un giornale dell'anarco-comunismo.
La dichiarazione d'intenti è dichiarata in ogni pubblicazione e sintetizza il punto vista degli autori sull'anarchismo:

## Storia

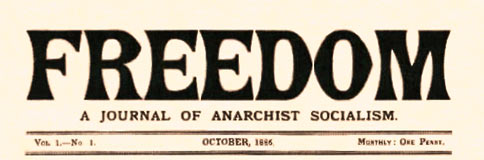
1886.

Il periodico storicamente ha coperto notizie sul movimento pacifista e sul movimento operaio, oltre che ad eventi e contestazioni. Basandosi sul principio del mutualismo di Kropotkin, il giornale periodicamente include recensioni di altre pubblicazioni anarchiche e libertarie, come Organise!, Direct Action ed altre pubblicazioni locali e internazionali.
Regolarmente ha pubblicato la striscia a fumetti di Donald Rooum, così come un articolo dello stesso autore. Svartfrosk e Louis Further sono stati i colonnisti che hanno scritto costantemente nel periodico. Negli ultimi anni la rivista si è concentrata particolarmente sulle pensioni, sulla sanità pubblica del Regno Unito e sulla ricerca di articoli riguardanti un ampio rango di temi.
Nel 2006, la prima pagina si iniziò a stampare a colori. Con un cambio graduale nel contenuto, nella struttura del giornale ed i cambi organizzativi della Freedom Press, Freedom fu ridisegnata nel gennaio 2008. Mentre rimase un giornale con cadenza quindicinale, raddoppiò il numero delle pagine a 16 e riducendone la dimensione ad un A4, introdusse una sezione teorica, alcune pagine dedicate al mercato ed al settore pubblico ed aumentando il numero di storie. Nel tardo 2011 cambiò dalla pubblicazione quindicinale a quella mensile, aumentando il numero di pagine a 24. Il costo fu di 2£ per pubblicazione.

## Editori

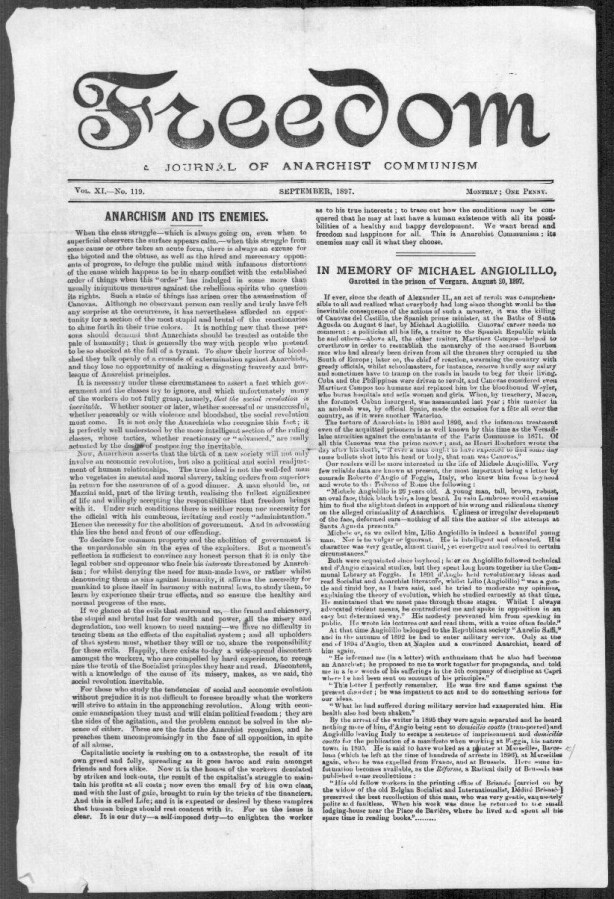
Settembre 1897.

Tra i diversi editori del giornale ci sono stati:
- 1886-1895: Charlotte Wilson
- 1895-1910: Alfred Marsh
- 1910-1928: Thomas Keell
- 1930-1934: John Turner
- 1936-1968: Vernor Richards
- 1940-1960: Colin Ward
- Anni 1970: Donald Rooum
- 2001-2004: Toby Crow
- 2003-2004: Steven, Jim Clarke
- 2004-2009: Rob Ray
- 2009-2013: Daen Talent
- 2012-2013: Matt Black
- 2013-2014: Charlotte Dingle